# لومبيني
لومبيني مكان ولادة بوذا في حدائق لومبيني الشهيرة التي أصبحت مكانا للحج. وكان من بين الحجاج الإمبراطور الهندي اسوكا الذي شيد في هذا المكان إحدى دعائمه التذكارية. ويعتبر هذا الموقع اليوم مركزا للحج يتضمن بشكل أساسي الآثار المرتبطة ببداية البوذية وبولادة بوذا.
وقررت لجنة اليونسكو أن تسجل في هذا الموقع على أساس معايير (ثالثا) و(السادس). بوصفها المكان الذي ولد فيه بوذا، منطقة لومبيني هي واحد من أقدس الأماكن للديانة البوذية، ويبقى تحتوي على أدلة هامة حول طبيعة مراكز الحج بوذي من فترة مبكرة جدا.

## أعلام
- غوتاما بودا